# Ceratoneura goethei
Ceratoneura goethei är en stekelart som först beskrevs av Girault 1915.  Ceratoneura goethei ingår i släktet Ceratoneura och familjen finglanssteklar. Inga underarter finns listade i Catalogue of Life.